# Hinterschmiding
Hinterschmiding è un comune tedesco di 2 553 abitanti, situato nel land della Baviera.